# Chris Colfer
Christopher Paul "Chris" Colfer (Clovis, 27 mei 1990) is een Amerikaans acteur, zanger, schrijver en producer, vooral bekend door zijn rol van Kurt Hummel in de serie Glee. Voor deze rol ontving hij verscheidene prijzen, waaronder een Golden Globe in 2011, en drie People's Choice Awards in 2013, 2014 en 2015. Daarnaast werd hij uitgeroepen tot een van de Time 100 in 2011, een lijst van de honderd meest invloedrijke personen volgens Time.

## Biografie
Colfer werd geboren in Clovis (Californië). Zijn jongere zus Hannah lijdt aan een ernstige vorm van epilepsie. Al op vroege leeftijd toonde hij een passie voor schrijven en acteren, wat hij gebruikte als een manier om te ontsnappen aan de stress die gepaard gaat met het hebben van een mindervalide familielid. Zijn eerste uitgeefster was zijn grootmoeder. Zij moedigde hem aan toen hij op de lagere school zat om voor het eerst een verhaal te proberen te schrijven, wat later The Land of Stories zou worden. In 2012 droeg hij dan ook zijn eerste boek aan haar op en citeerde haar:
Christopher, I think you should wait until you're done with elementary school before worrying about being a failed writer. (Christopher, ik denk niet dat je op de basisschool al kunt zeggen dat je mislukt bent als schrijver.)
Op de middelbare school werd Colfer zo gepest dat hij anderhalf jaar thuisonderwijs moest krijgen. Hierna volgde hij les aan Clovis East High School, waar hij uitgever van het literair tijdschrift was en actief was in speech and debate. Daarnaast was hij voorzitter van de schrijversclub en hield hij zich bezig met amateurtheater. Verder schreef en regisseerde hij nog een parodie op Sweeney Todd Shirley Todd, waarin hij zelf ook meespeelde. Iets wat hij zelf meemaakte op de middelbare school, werd geïncorporeerd als subplot voor zijn personage Kurt in Glee, namelijk dat zijn leraren hem niet toestonden Defying Gravity uit de musical Wicked te zingen omdat dit lied traditioneel door een vrouw wordt gezongen.
Momenteel woont Colfer in Los Angeles met zijn kat Brian en zijn golden retriever Cooper.

## Carrière

### VoorGlee
Het allereerste stuk waar Colfer in het amateurtheater in verscheen was West Side Story. Ook speelde hij mee in een productie van The Sound of Music in de rol van Kurt von Trapp. Dit werd uiteindelijk de inspiratie voor de naam van zijn personage in Glee.
Colfer was op 18-jarige leeftijd al te zien in de kortfilm Russel Fish: The Sausage and Eggs Incident, waarin een onhandige tiener een sportconditietest moet halen om toegelaten te worden tot de Harvard University.

### Glee
Op aanraden van zijn familie nam hij deel aan audities voor Glee. Oorspronkelijk deed hij auditie voor de rol van het personage Artie Abrams met het nummer Mr. Cellophane uit de musical Chicago, maar voor deze rol werd Kevin McHale gekozen. De casting-directors waren echter zo onder de indruk van Colfer, dat ze voor hem de rol van Kurt Hummel schreven, waardoor het oorspronkelijk geplande personage Rajesh werd geschrapt. Ryan Murphy, schrijver, producer en regisseur van het programma, vertelde dat Colfer de inspiratie was van The Glee Project. The Glee Project was een talentenshow waarin ze op zoek gingen naar iemand die de schrijvers van Glee kon inspireren een nieuwe rol voor hem/haar te schrijven, waarna de winnaar(s) zich bij de cast van Glee mocht(en) vervoegen.
In 2011 won Colfer de Golden Globe voor Best Supporting Actor in a Television Series voor zijn rol als Kurt Hummel. Hij droeg deze prijs op aan alle kinderen die ooit gepest werden en tegen wie ooit is gezegd dat "they can't [...] have what they want because of who they are". Daarnaast werd hij voor diezelfde rol twee keer genomineerd voor de Emmy Award voor Outstanding Supporting Actor in a Comedy Series. Ook won hij driemaal de People's Choice Award voor Favorite Comedic TV Actor: in 2013, 2014 en 2015.
Op 17 maart 2014 werd bekendgemaakt dat Colfer door de producers gevraagd was een aflevering voor Glee te schrijven. Colfer accepteerde en de aflevering die hij schreef, werd uitgezonden op 6 mei 2014. In "Old Dog, New Tricks", aflevering negentien van seizoen vijf, probeert Kurt een tehuis voor bejaarde Broadwayacteurs te helpen met hun productie van Peter Pan, en tracht hij Santana Rachel's imago te redden en adopteert Sam een hond om Mercedes te bewijzen dat hij wel degelijk verantwoordelijkheid kan tonen.

#### Het personage Kurt Hummel
Colfer omschrijft Kurt als iemand die zich erg zelfzeker voordoet en die lijkt zichzelf beter te voelen dan anderen, maar dat hij vanbinnen dezelfde bange tiener is die iedereen wel was. Volgens Colfer is Kurt een "tough guy in designer clothes".
Het personage is homoseksueel en heeft een hoog stembereik, wat gebruikt wordt in de negende aflevering van het eerste seizoen "Wheels". Hierin doet Kurt echter alsof hij de voor een man ongewoon hoge noot F in het lied Defying Gravity niet kan halen. Later, in aflevering achttien van seizoen drie "Choke", bewijst hij echter bij het lied Not the Boy Next Door uit The Boy from Oz, dat hij zelfs de nog hogere noot G kan halen.

### The Land of Stories
De reeks The Land of Stories bestaat uit zes boeken en één prentenboek. De serie vertelt het verhaal van tweeling Alex en Conner Bailey die via hun oude sprookjesboek in Toverland (of in The Land of Stories) verzeild raken en daar avonturen beleven met ons allen bekende sprookjesfiguren als de ondertussen zwangere Assepoester, de broers Charming en de verwende koningin Roodkapje.
Het eerste boek The Land of Stories: The Wishing Spell werd uitgegeven op 17 juli 2012. Twee weken lang stond het nummer één op de New York Times-bestsellerlijst in de categorie "Children's Chapter Books". In april 2013 werd het boek ook vertaald in het Nederlands: Toverland: De wensspreuk. In maart 2022 verscheen de Nederlandse vertaling opnieuw als Het verborgen land: De strijd om de magische wens.
Het tweede boek The Land of Stories: The Enchantress Returns werd uitgegeven op 6 augustus 2013. Het boek debuteerde op nummer twee op de New York Times-bestsellerlijst in de categorie "Children’s Middle Grade Books". Op het einde van 2013 had het elf weken in de top vijftien gestaan. Deel twee is in het Nederlands verschenen als Het verborgen land: De terugkeer van de tovenares.
Het derde boek in de reeks The Land of Stories: A Grimm Warning werd uitgegeven op 8 juli 2014. Het kwam op nummer vier op de New York Times-bestsellerlijst in de categorie "Children's Series" en bleef vier weken op de lijst. Deel drie is in het Nederlands verschenen als Het verborgen land: Een duistere waarschuwing.
Het vierde boek The Land of Stories: Beyond the Kingdoms werd uitgegeven op 7 juli 2015. De reeks werd hierna nummer één op de New York Times-bestsellerlijst in de categorie "Children's Series".
Het vijfde boek The Land of Stories: An Author's Odyssey werd uitgegeven op 12 juli 2016.
Het zesde boek The Land of Stories: Worlds Collide werd uitgegeven op 11 juli 2017.
Het prentenboek The Curvy Tree, geschreven door Colfer en geïllustreerd door Brandon Dorman, zal uitgegeven worden op 27 oktober 2015 en is gebaseerd op het gelijknamige sprookje voor het eerst verteld in The Land of Stories: The Wishing Spell.

### Ander werk
Colfer schreef in 2011 het script van de film Struck by Lightning, waarin hij zelf de hoofdrol speelde en waarvan hij uitvoerend producent was. Later schreef hij ook een boek Struck by Lightning: The Carson Phillips Journal, waarin het verhaal van de film verteld werd. Dit werd uitgegeven op 20 november 2012. De film gaat over Colfers personage Carson Phillips, die door de bliksem getroffen wordt en vertelt over hoe hij zijn klasgenoten zover kreeg dat ze bijdroegen aan het literaire tijdschrift dat hij publiceert. Het werd gefilmd in de zomer van 2011 tussen het filmen van seizoen twee en drie van Glee door. De première vond plaats in 2012 op het Tribeca Film Festival.
In maart 2012 speelde Colfer Ryan Kendall in een voorstelling genaamd 8, een toneelstuk van Dustin Lance Black waarin de rechtszaak nagespeeld wordt waar California's Proposition 8-ban op het homohuwelijk ongrondwettelijk werd verklaard. De productie werd opgevoerd in het Wilshire Ebell Theatre en werd uitgezonden op YouTube om geld in te zamelen voor de American Foundation for Equal Rights.
Eerder in 2015 werd bekend dat Chris Colfer de hoofdrol op zich zou nemen in de biopic over Noël Coward. Het filmen zal in het Verenigd Koninkrijk gebeuren.

## Trivia
Colfer is goed met sai zwaarden, zoals hij demonstreerde in het Britse praatprogramma Friday Night with Jonathan Ross op 18 juni 2010. Hij kocht een paar op eBay en oefent er regelmatig mee in zijn trailer. In de tweede aflevering van seizoen drie van Glee "I Am Unicorn" werd zijn behendigheid met de sai zwaarden gebruikt tijdens het nummer I'm the Greatest Star uit Funny Girl.
Colfer is een grote fan van J.K. Rowling, schrijfster van Harry Potter. In een interview bij de Amerikaanse show The Talk vertelde hij zelfs dat hij, toen hij op bezoek was in het Witte Huis, er meer naar uitkeek om Rowling te ontmoeten dan de Amerikaanse president Barack Obama.

## Filmografie

### Film
| Jaar | Titel                                      | Rol                | Nota's                                |
| ---- | ------------------------------------------ | ------------------ | ------------------------------------- |
| 2009 | Russel Fish: The Sausage and Eggs Incident | Russel Fish        | Kortfilm                              |
| 2010 | Marmaduke                                  | Drama Dog Nummer 2 | Stem                                  |
| 2011 | Glee: The 3D Concert Movie                 | Kurt Hummel        |                                       |
| 2012 | 8                                          | Ryan Kendall       |                                       |
| 2012 | Struck by Lightning                        | Carson Phillips    | Ook schrijver en uitvoerend producent |
| 2015 | Noel                                       | Jonge Noël Coward  |                                       |
| 2016 | Absolutely Fabulous: The Movie             | Christopher        |                                       |

### Televisie
| Jaar       | Titel                 | Rol         | Nota's                                                             |
| ---------- | --------------------- | ----------- | ------------------------------------------------------------------ |
| 2009–2015  | Glee                  | Kurt Hummel | Hoofdrol; 116 afleveringen Ook schrijver van "Old Dog, New Tricks" |
| 2009-2010  | Entertainment Tonight | Zichzelf    |                                                                    |
| 2011       | The Cleveland Show    | Kurt Hummel | Stem                                                               |
| 2012       | The Glee Project      | Zichzelf    | Gastmentor                                                         |
| 2012       | Saturday Night Live   | Zichzelf    |                                                                    |
| 2012-2014  | The Talk              | Zichzelf    |                                                                    |
| 2013       | Bitter Party of Five  | Zichzelf    |                                                                    |
| 2014       | Hollywood Game Night  | Zichzelf    | 1 aflevering                                                       |
| 2014, 2015 | Hot in Cleveland      | Tony Chase  | 2 afleveringen: "Straight Out of CLeveland", "All About Elka"      |

## Prijzen en nominaties
| Jaar | Prijs                      | Categorie                                                                                      | Werk                           | Resultaat     |
| ---- | -------------------------- | ---------------------------------------------------------------------------------------------- | ------------------------------ | ------------- |
| 2009 | Satellite Awards           | Best Actor in a Supporting Role in a Series, Mini-Series or Motion Picture Made for Television | Glee                           | Genomineerd   |
| 2010 | Primetime Emmy Awards      | Outstanding Supporting Actor in a Comedy Series                                                | Glee                           | Genomineerd   |
| 2010 | Satellite Awards           | Outstanding Supporting Actor in a Comedy Series                                                | Glee                           | Genomineerd   |
| 2010 | Screen Actors Guild Awards | Outstanding Performance by an Ensemble in a Comedy Series                                      | Glee                           | Gewonnen      |
| 2010 | Teen Choice Awards         | Choice TV: Male Scene Stealer                                                                  | Glee                           | Gewonnen      |
| 2011 | Golden Globe Award         | Best Performance by an Actor in a Supporting Role in a Series                                  | Glee                           | Gewonnen      |
| 2011 | Monte-Carlo TV Festival    | Outstanding Actor – Comedy Series                                                              | Glee                           | Gewonnen      |
| 2011 | Primetime Emmy Awards      | Outstanding Supporting Actor in a Comedy Series                                                | Glee                           | Genomineerd   |
| 2011 | Screen Actors Guild Awards | Outstanding Performance by a Male Actor in a Comedy Series                                     | Glee                           | Genomineerd   |
| 2011 | Screen Actors Guild Awards | Outstanding Performance by an Ensemble in a Comedy Series                                      | Glee                           | Genomineerd   |
| 2011 | Teen Choice Awards         | Choice TV: Male Scene Stealer                                                                  | Glee                           | Genomineerd   |
| 2011 | Teen Choice Awards         | Fashion Icon: Male                                                                             | Zichzelf                       | Genomineerd   |
| 2012 | People's Choice Awards     | Favorite TV Comedy Actor                                                                       | Zichzelf                       | Genomineerd   |
| 2012 | Screen Actors Guild Awards | Outstanding Performance by an Ensemble in a Comedy Series                                      | Glee                           | Gewonnen      |
| 2012 | Teen Choice Awards         | Choice TV Actor: Comedy                                                                        | Glee                           | Gewonnen      |
| 2012 | Teen Choice Awards         | Fashion Icon: Male                                                                             | Zichzelf                       | Genomineerd   |
| 2013 | People's Choice Awards     | Favorite TV Comedy Actor                                                                       | Zichzelf                       | Gewonnen      |
| 2013 | Screen Actors Guild Awards | Outstanding Performance by an Ensemble in a Comedy Series                                      | Glee                           | Genomineerd   |
| 2013 | Teen Choice Awards         | Choice TV Actor: Comedy                                                                        | Glee                           | Genomineerd   |
| 2014 | People's Choice Awards     | Favorite Comedic TV Actor                                                                      | Zichzelf                       | Gewonnen      |
| 2015 | People's Choice Awards     | Favorite Comedic TV Actor                                                                      | Zichzelf                       | Gewonnen      |
| 2015 | Shorty Awards              | Best Author                                                                                    | Auteur van The Land of Stories | Genomineerd   |
| 2015 | Teen Choice Awards         | Choice TV Actor: Comedy                                                                        | Glee                           | In afwachting |

- Biblioteca Nacional de España: XX5033980
- Bibliothèque nationale de France: cb16688868f (data)
- Catàleg d'autoritats de noms i títols de Catalunya: 981058530305606706
- CiNii: DA19360861
- Gemeinsame Normdatei: 1011377403
- International Standard Name Identifier: 0000 0001 1871 8828
- Library of Congress Control Number: no2009176888
- MusicBrainz: ec198610-84d1-4064-9bba-e58188f47c63
- Nationale Bibliotheek van Tsjechië: xx0204002
- Nationale Bibliotheek van Israël: 987007477268505171
- Nederlandse Thesaurus van Auteursnamen: 356496465
- Système universitaire de documentation: 219944121
- Virtual International Authority File: 103002260
- WorldCat: E39PBJkD4V746c6FRYQVW3bmVC